# Waterscooter

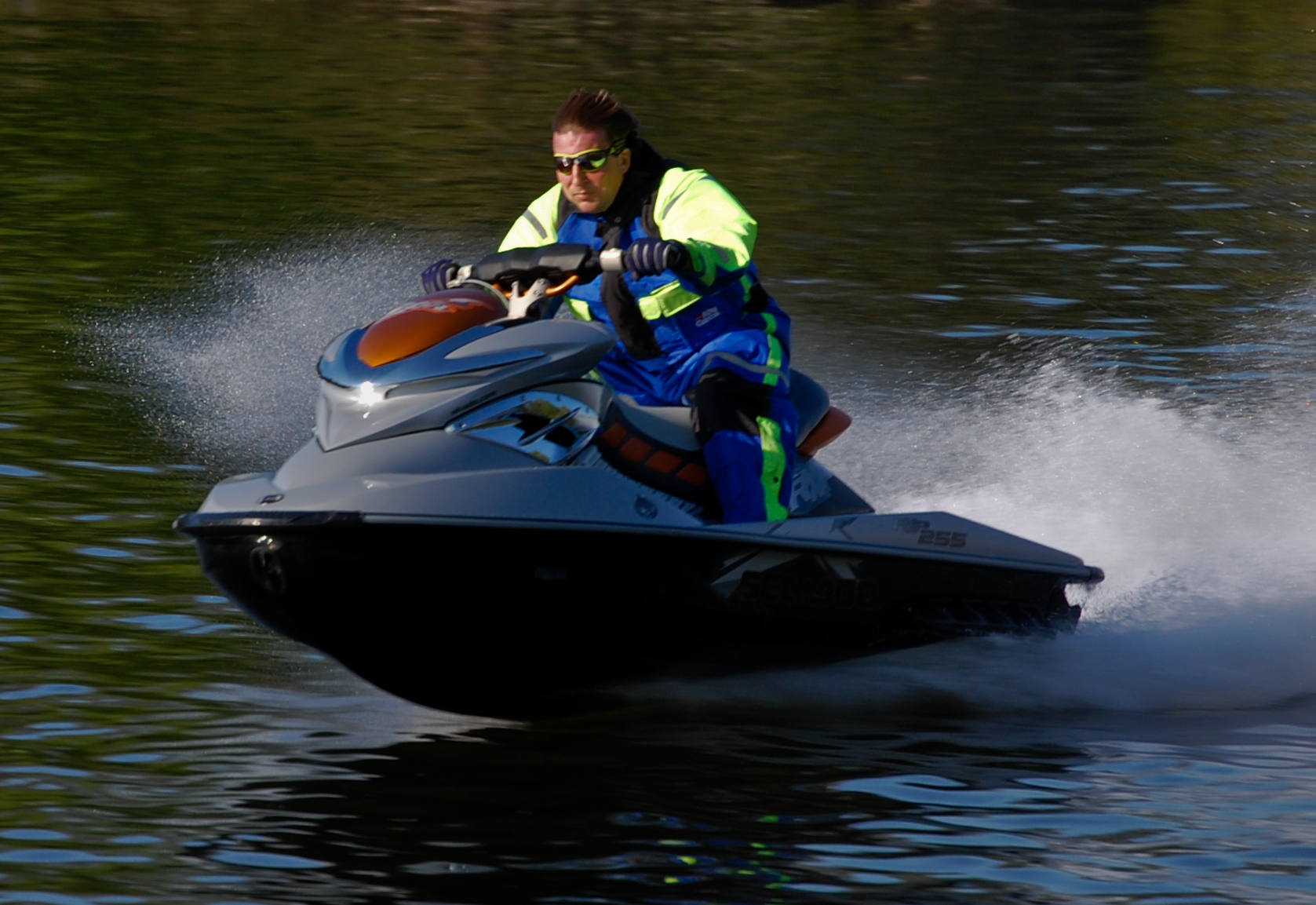
Een jetski in actie

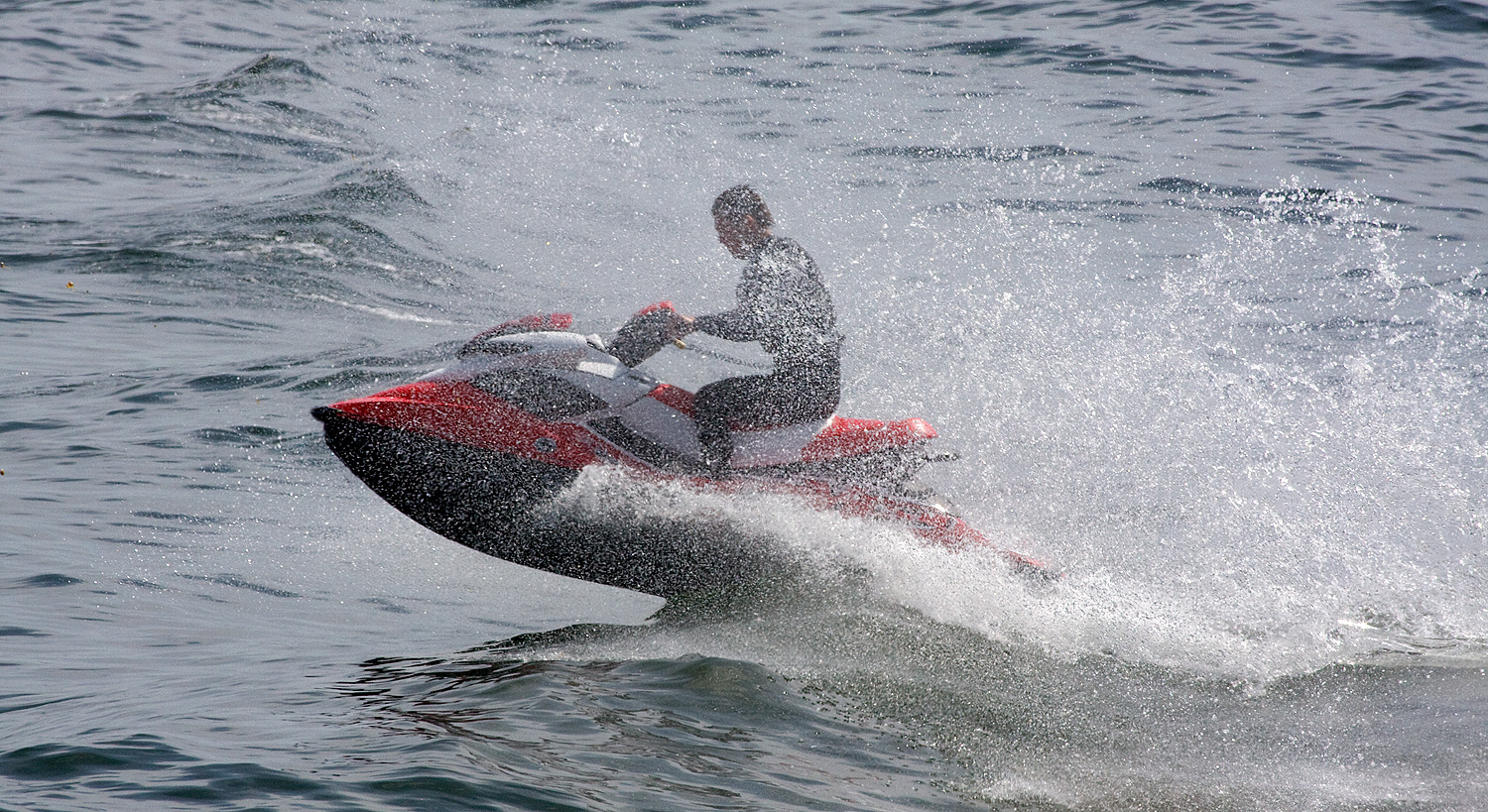
Een jetski

Een waterscooter of een jetski is een vaartuig dat wordt aangedreven door een waterjetmotor. Op een jetski kan één persoon (meestal staande) plaatsnemen. Waterscooter is een overkoepelende naam voor dit soort voertuigen; men vindt er ook voor twee of drie personen, en er zijn er ook die zittend bestuurd worden. In de praktijk worden beide namen door elkaar gebruikt, maar in de Nederlandse Wet pleziervaartuigen vallen ze allebei onder de categorie waterscooter.
Grotere boten die worden aangedreven door een waterjetmotor worden jetboten genoemd.
In Nederland wordt het jetskiën op verschillende meren en soms ook op zee beoefend. Door de hoge snelheden die met waterscooters behaald kunnen worden (bij sommige modellen tot 130 km/u), is het varen gebonden aan specifieke regels. Op de meeste meren en op zee dient men een afstand van 250 meter tot de kant aan te houden voordat men vol gas mag geven. Op veel andere plekken is door middel van gele betonning en borden aangegeven waar er met jetski's gevaren kan worden. Het wordt aangeraden een wetsuit en een zwemvest aan te doen.
Om in Nederland op een jetski te varen is minimaal klein vaarbewijs 1 nodig. In het buitenland, vooral in drukke vakantieoorden, mag meestal iedereen boven een bepaalde leeftijd op een jetski varen. Soms is het wel nodig een geldig rijbewijs te hebben.
Jetski is de merknaam voor waterscooters van het merk Kawasaki Heavy Industries. De term wordt echter vaak als aanduiding voor alle soorten waterscooters gebruikt.
Diverse merken hebben een eigen "naam" voor hun producten. Zo zijn er de waverunner en superjet van Yamaha en de sea-doo van Bombardier.